# 國際航空發動機V2500
IAE V2500是國際航空發動機公司開發的雙轉子軸流式高函道比渦扇發動機，應用於空中巴士A320系列、麥道MD-90和巴西航空工業C-390上。

## 發展
V2500的「V」意味著引擎由原先五個合作夥伴組成的合資公司設計而成，普惠（Pratt & Whitney）負責燃燒室及高壓渦輪（combustor、high pressure turbine），勞斯萊斯控股有限公司（Rolls-Royce plc）負責高壓压气机（high pressure compressor），MTU航空發動機公司（MTU Aero Engines）負責低壓渦輪（Low pressure turbine），日本航空發動機有限公司負責風扇及低压压气机（Fan and low pressure compressor），飛雅特航太（FiatAvio）（現Avio）負責齒輪箱（Gearbox），2500代表原型設計推力為25,000磅。
V2500發動機擁有各合資公司的技術，包括勞斯萊斯的中空闊弦（wide-chord）扇葉及普惠的浮牆燃燒室（"floatwall" combustor）。發動機所使用的高壓壓縮器是由1960年代勞斯萊斯RC34B的壓縮器研究計劃所衍生出來，1970年代的RB401採用了8段壓縮機器，隨後在與日本航空發動機公司合作發展的RJ500採用了9段壓縮器，V2500將採用10段壓縮器，勞斯萊斯在其中前4級採用可變定子，壓力比為20:1，單級助推器也是原始配置的一部分，這種佈置的嚴重問題（無法在沒有喘振的情況下加速）導致重新設計了壓縮系統。 壓力比降低至16:1，這需要第五個可變級並修改後級的葉片，需要兩個額外的增壓級才能恢復原來的總壓力比。 在初始型號投入使用後，將添加第四級助推器。 
V2500於1988年獲得美國聯邦航空局（FAA）的飛行認證。主要用戶是空中巴士A320系列，空中巴士給予國際航空發動機的代號為'3'，例如：A319-132 or A321-231，但國際航空發動機公司並沒有為空中巴士A318客機提供發動機，航空公司只能選擇CFM國際的CFM56-5或普惠公司的PW6122A。2018年6月，V2500累計交付超過7600台，在3100架現役飛機上實現了2億飛行小時。

## 型號

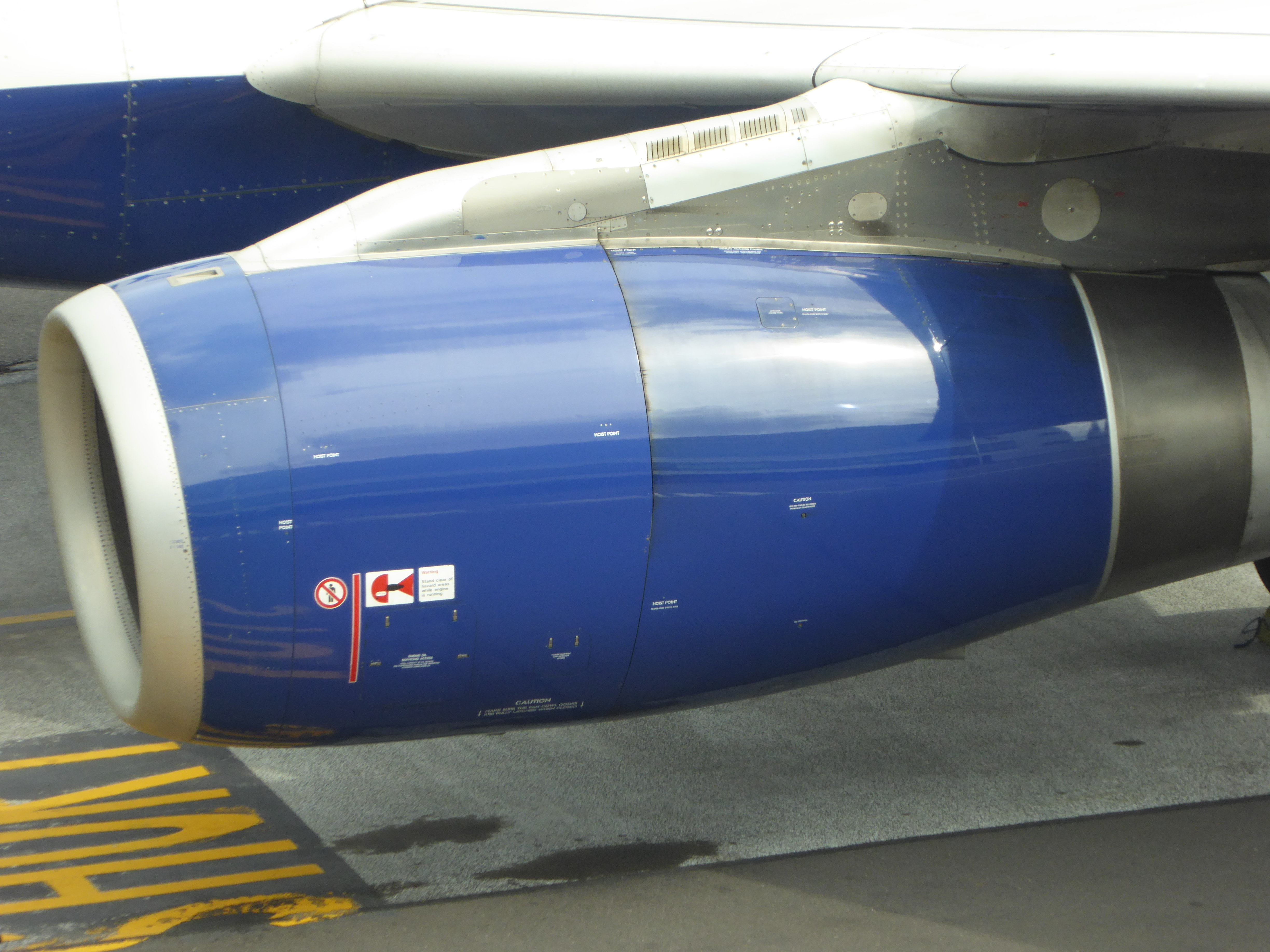
使用V2527-A5的A320

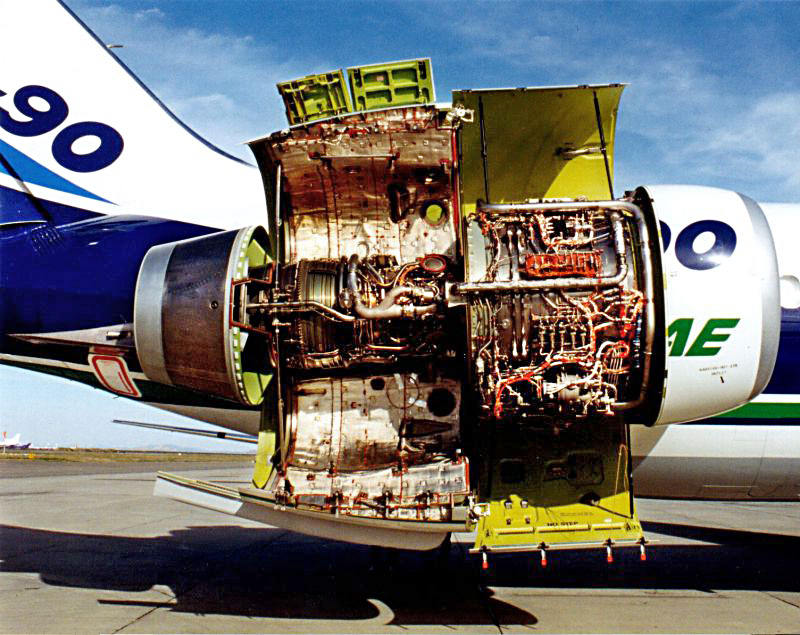
裝上V2528-D5的MD-90-30，正在莫哈維機場進行飛行測試。

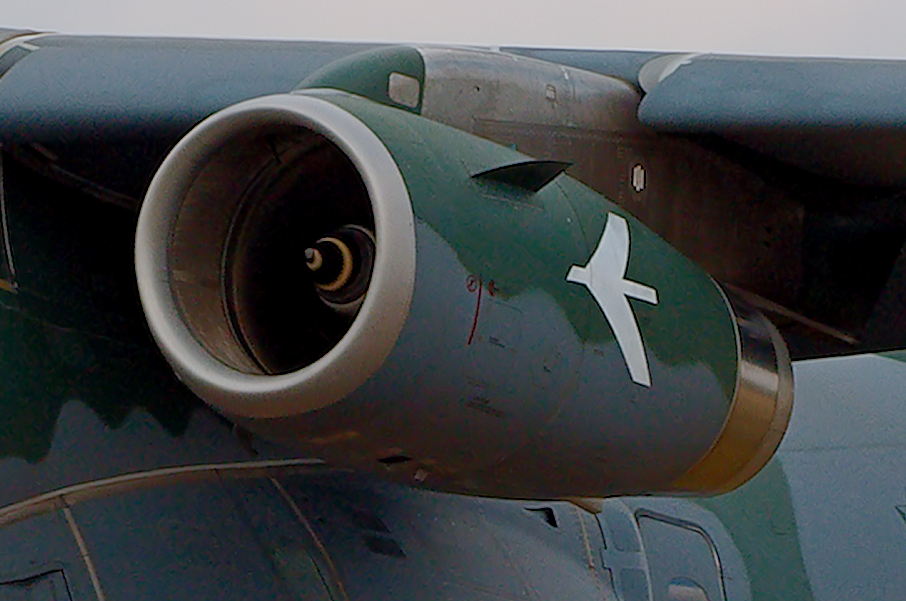
使用V2531-E5的C-390

### V2500-A1
最初生產的型號，1989年5月投入服務，推力25,000磅，用於A320上。被業界稱為問題多多的發動機，比A5有更多零件。

### V2530-A5
1993年3月投入服務，推力31,400磅，推動較大的A321-200客機。

### V2527-A5/V2527E-A5
1993年11月投入服務，供A320-200客機使用，推力增至27,000磅（120千牛）

### V2525-D5/V2528-D5
1995年4月投入服務，作為MD90的發動機，推力分別為25,000磅，及28,000磅（125千牛）

### V2533-A5
1997年4月投入服務，引入了第四增壓段，以增加中心流量。更大的扇葉及更多的空氣流量令推力增至33,000磅（147千牛），以配合空中巴士推出有更大航程的A321-200客機。

### V2522-A5
為配合A319而推出，於1997年6月投入服務，推力只有22,000磅

### V2524-A5
1998年10月投入服務，供A319使用，推力增至24,000磅

### V2500Select®
2005年10月10日，國際航空發動機公司宣佈推出V2500Select®，靛藍航空為啟始客戶，供其100部A320家族客機使用。V2500Select® 包括V2500Select® Services，提供優良的售後服務。以及預期於2008年第三季推出的SelectOne™，改良了不少部份，增加發動機性能。

### V2500SelectTwo®
2011年3月15日，IAE宣布將V2500SelectOne 引擎升級到SelectTwo計畫。 由於軟體升級和減少地面怠速 (RGI)，它可以降低油耗。

### 衍生型號
作為日本航空發動機公司股東之一的IHI，亦有從V2500項目中汲取技術經驗，應用於研製F7渦輪風扇發動機的計劃。

## 外部連結
- Concourse Article on the V2500
- Home Page of the V2500 series
- Rolls Royce V2500 page（页面存档备份，存于）
- Pratt & Whitney V2500 page
- MTU V2500 page